# Sanvitalia angustifolia
Sanvitalia angustifolia là một loài thực vật có hoa trong họ Cúc. Loài này được Engelm. ex A.Gray miêu tả khoa học đầu tiên năm 1852.